# 迪基·伯内尔
理查德·“迪基”·德斯伯勒·伯内尔（Richard "Dickie" Desborough Burnell，1917年7月26日—1995年1月29日），英格兰赛艇运动员，曾在1948年夏季奥林匹克运动会上为大不列顛島比赛。
他出生在泰晤士河畔亨利，死于瓦林福德。他是奥运金牌运动员查尔斯·伯内尔之子，和奥运金牌运动员斯坦利·加顿的女婿。
1948年，他与搭档伯特·布什内尔双人轻便划艇比赛中获得金牌。
他与父亲查尔斯·伯内尔是奥运会历史上唯一赢得赛艇运动金牌的父子。
在1950年大英帝国运动会上，他获得了铜牌。

## 著作
迪奇·布尼尔也曾写过几本关于赛艇的书籍，包括：
- Swing Together: Thoughts on Rowing (1952)
- The Oxford & Cambridge Boat Race, 1829-1953 (1954)
- Sculling: With Notes on Training and Rigging (1955)
- Henley Regatta: A History (1957)